# (25226) Brasch
Pour les articles homonymes, voir Brasch.
(25226) Brasch est un astéroïde de la ceinture principale.

## Description
(25226) Brasch est un astéroïde de la ceinture principale. Il fut découvert le 10 octobre 1998 à la station Anderson Mesa par le programme de relevé astronomique LONEOS. Il présente une orbite caractérisée par un demi-grand axe de 2,42 UA, une excentricité de 0,20 et une inclinaison de 0,8° par rapport à l'écliptique.